# Chowra Makaremi
Chowra Makaremi (prononcer : /ʃora makarɛmi/), née le 25 octobre 1980 à Chiraz, est une anthropologue, chercheuse au CNRS et réalisatrice française d'origine iranienne.  
Appartenant à une famille opposée à la république islamique en Iran, la mère et la tante maternelle de Chowra Makaremi sont toutes deux emprisonnées et assassinées par le régime entre 1981 et 1988. Son père s'exile en France en 1983 et elle le rejoint avec son frère aîné en 1986. 
Chowra Makaremi étudie les sciences politiques en France et l'anthropologie au Canada, et est l'autrice de plusieurs ouvrages et articles de journaux sur la vie politique iranienne et les migrations humaines. En 2019, son film Hitch, une histoire iranienne retrace l'histoire de sa famille.

## Biographie

### Famille

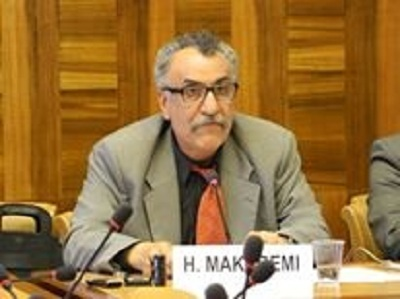
Hassan Makaremi en 2015.

Chowra Makaremi est née le 25 octobre 1980 à Chiraz, la cinquième ville la plus peuplée d'Iran. Son grand-père Aziz Zarei, mort en 1994, est un employé dans la compagnie nationale du pétrole. Deux de ses filles, Fatemeh et Fataneh Zarei, respectivement la mère et la tante de Makaremi, sont résistantes politiques au gouvernement islamique de l'ayatollah Khomeini, qui prit le pouvoir après la révolution de 1979 et destitua Mohammad Reza, le dernier empereur d'Iran. Elles sont membres de l'Organisation des moudjahiddines du peuple iranien, groupe armé opposée à l'empereur et à l'ayatollah. Le père de Chowra, Hassan Makaremi est un peintre, calligraphe et défenseurs des droits de l'homme né le 23 août 1950 à Chiraz. 
Fataneh est emprisonnée en 1981 et assassinée l'an suivant. Fatemeh se présente aux élections législatives ; elle est est arrêtée et emprisonnée en juin 1981, avant sa sœur, puis assassinée par le corps des gardiens de la révolution islamique durant l'exécution des prisonniers politiques iraniens de 1988. Hassan immigre en France en 1983. En 1986, Chowra et son frère aîné Masrour, né en 1977 à Chiraz, trouvent aussi refuge en France. Masrour Makaremi est aujourd'hui orthodontiste et vit à Bergerac avec son épouse et leurs trois enfants,.

### Études
Chowra Makaremi suit un parcours universitaire entre la France et le Québec. Elle étudie d'abord les lettres modernes à l'université Paris-Nanterre, les sciences politiques à l'Institut d'études politiques de Paris, puis l'anthropologie à l'université de Montréal. Ses sujets d'étude gravitent autour des migrations et des mouvements socio-politiques dans l'Iran contemporain,,. Elle est notamment une des spécialistes des manifestations de 2022 en Iran, et de leurs répercussions,,. Elle travaille actuellement au CNRS dans un laboratoire hébergé par l'EHESS.

## Publications

### Ouvrages personnels
Chowra Makaremi a publié plusieurs ouvrages,,, dont :
- Confinement des étrangers : entre circulation et enfermement, L'Harmattan, 2008, 192 p.
- Le Cahier d'Aziz : au cœur de la révolution iranienne, Gallimard, 2011, 208 p.
- Femme ! Vie ! Liberté ! : échos d'un soulèvement révolutionnaire en Iran, La Découverte, 2023, 342 p.

### Ouvrages collectifs
- a participé à l'élaboration d'Alain Deneault, Delphine Abadie et William Sacher, Noir Canada : pillage, corruption et criminalité en Afrique, Québec, Écosociété, 2008, 352 p.
- codirectrice d'ouvrage avec Carolina Kobelinsky (dir.), Enfermés dehors : enquêtes sur le confinement des étrangers, Le Croquant, 17 mars 2009, 335 p. (ISBN 978-2-914968-55-3)
- L'honneur et la honte, Michael Herzfeld, Présentation et traduction de Chowra Makaremi, Dans La question morale, Presses universitaires de France, 2013
- avec Véronique Bontemps et Sarah Mazouz, Entre accueil et rejet : ce que les villes font aux migrants, Paris, Le Passager clandestin, 2018, 159 p.
- avec comme coauteur et dessinateur Matthieu Parciboula, Prisonniers du passage, Steinkis, 2019, 159 p.

### Articles
- avec Nicolas Jaoul, « Les réfugiés de La Chapelle victimes d’une répression disproportionnée », Le Monde,‎ 12 juin 2015 (lire en ligne)
- « Prisonniers du passage: une ethnographie de la détention frontalière en France », Politika,‎ 10 août 2018 (lire en ligne)
- « Au procès des crimes de l’Etat iranien à Stockholm : les monologues du bourreau », Libération,‎ 23 décembre 2021 (lire en ligne)

## Filmographie
- 2019 : Hitch, une histoire iranienne

## Décorations
- 2021 : médaille de bronze du CNRS[12]